# 와타나베 고조
와타나베 고조(일본어: 渡部 恒三, 1932년 5월 24일~2020년 8월 23일)는 14선 중의원 의원을 지낸 일본의 정치인이다.

## 생애
1932년 5월 24일에 후쿠시마현 미나미아이즈군 다지마정(지금의 미나미아이즈정)에서 태어났다. 와타나베의 할아버지는 메이지 시대에 중의원 의원을 지냈고 아버지는 후쿠시마현의회 의원과 다지마정장을 지냈다. 아버지가 죽은 뒤에 큰 형도 2기에 걸쳐 다지마정장을 지냈다. 와타나베는 후쿠시마현립 아이즈 고등학교를 거쳐 와세다 대학 문학부에 진학했다. 대학생 때 웅변 활동을 했는데 이때 동기 회원 중 한 명이 훗날 자민당 의원이 되는 후지나미 다카오였다.
대학 생활을 하면서 자유당의 정치인이던 이시바시 단잔의 비서가 되었지만 20살이 돼서 처음 참여한 총선 때는 사회당 우파 서기장이던 아사누마 이네지로에게 투표했다. 그 이유에 대해 이시바시도 아사누마도 와세다 대학 선배라서 아무런 위화감이 없었다고 밝혔다. 이후 핫타 사다요시의 비서를 거쳐 1959년 4월 후쿠시마현의회 의원 선거에 자유민주당 공천을 받고 출마해 당선됐다. 이때 자서식 투표를 하는 일본에서 이름을 쉽게 외울 수 있도록 발음은 똑같고 표기만 '恒蔵'에서 '恒三'로 고쳤다. 현의원으로 재직하면서 자민당 후쿠시마현지부 연합회 정무조사회장을 역임했다. 1963년에 재선에 성공했는데 이후 핫타의 선거 유세를 돕다가 「공직선거법」 위반 혐의로 재판에서 유죄 판결을 받아 1967년 3월에 현의원을 사임했다.
1969년에 메이지 100년을 기념하며 특별사면이 이루어질 때 와타나베도 선거권 정지에서 해제되자 곧바로 총선에 무소속으로 출마했다. 당시 지지자들은 현의원이라면 복귀가 가능할지 몰라도 국회의원은 무리라며 말렸지만 출마를 강행했다. 와타나베는 자신을 아이즈의 존 F. 케네디라며 선거 유세를 이어나갔고 당선하는 데 성공했다. 당선 직후 자민당에 다시 입당했는데 당시 간사장이던 다나카 가쿠에이가 카메라 앞에서 와타나베를 언급하며 그에게 공천을 주지 않았던 건 부끄러운 일이라고 말했다. 이후 다나카는 와타나베에게 자신이 속한 사토 에이사쿠의 주산회에 가입할 것을 권했지만 와타나베는 사토가 야마구치현(옛 조슈번) 출신이고 자신은 후쿠시마현(옛 아이즈번) 출신이라며 보신 전쟁 때 서로 싸운 사이이니 조슈의 가신이 될 수는 없다며 거절하고 무파벌로 남았다. 그러다 1972년에 다나카가 자신의 파벌인 칠일회를 결성하자 참여했다.
자민당에서 상공족의원으로서 활약하며 1974년에 통상산업정무차관을, 1981년에 중의원 상공위원장을 지냈다. 1983년 12월에 제2차 나카소네 내각이 출범하자 후생상으로 처음 입각했으며 1987년에는 자민당 국회대책위원장을 지냈다. 1989년 8월에는 제1차 가이후 내각에 자치상 겸 국가공안위원장으로 입각했으며 1991년 11월에 미야자와 내각이 발족하자 통산상을 역임했다.
1987년에 다케시타 노보루가 다나카에게 반기를 들어 자신의 파벌인 경세회를 창설하자 참여하여 다케시타파 7봉행의 한 사람이 되었다.
리크루트 사건, 도쿄 사가와큐빈 사건 등 부정부패 논란으로 안팎으로 소란스럽던 자민당이 정치 개혁에 소극적인 태도를 보이자 오자와 이치로와 하타 쓰토무 등이 자민당을 탈당해 신생당을 결성했다. 와타나베도 이에 동조해 신생당에 참여했으며 비자민·비공산 연립 정권이 무너진 뒤 신생당이 해체되자 신진당에 참여했다. 신진당에서 간사장 대리, 정무조사회장 겸 국회운영위원장, 총무회장, 부당수를 차례차례 역임했으며 1996년에는 중의원 부의장에 취임했다.
당초 와타나베는 부의장 자리에 관심이 없었지만 와세다 대학 웅변회의 후배인 오부치 게이조가 중의원 의장으로 내정되었단 얘기를 듣고 부의장 자리를 받아들였다. 그런데 정작 오부치는 하시모토 류타로에게 설득돼 의장을 고사해 총리대신을 노렸고 의장에는 이토 소이치로가 취임했다. 부의장이 된 와타나베는 관례상 신진당을 잠시 탈당했는데 그 사이 내분에 휩싸인 신진당은 공중분해되어 자유당, 신당 우애, 신당 평화, 여명 클럽, 개혁 클럽, 국민의 소리로 쪼개졌다. 나중에 부의장에서 물러난 와타나베는 이들 중 어디에도 참가하지 않은 채 무소속 모임에 참여했다(회파는 민주당·무소속 클럽에 속했으며 선거에 출마할 때는 공명당이나 보수신당의 추천을 받았다).
2000년에 부의장으로 재선됐다. 부의장은 관례상 야당 의원 중에서 선출하는데 야당은 민주당의 이시이 하지메를 부의장으로 지지했다. 하지만 이시이는 공명당을 굉장히 싫어했기에 당시 자자공 연립 정권도 강하게 비판하고 있었다. 이를 껴려한 자유민주당 간사장 노나카 히로무는 와타나베의 재임을 주장하고 나섰다. 그러자 야당들은 일제히 자민당의 폭거를 규탄하며 찬성표를 던질 예정이었던 의장 선거에서 반대표를 행사하고 부의장 선거에서도 이시이를 지지했다. 하지만 의석수의 차이로 인해 287표를 얻은 와타나베가 189표를 얻은 이시이를 꺾고 재선에 성공했다. 이후 와타나베는 통산 2,498일을 부의장으로 재임하면서 역대 최장 재임 기록을 세우게 된다.
2005년 9월 총선을 앞두고 민주당에 입당하여 선거에 임했다. 와타나베는 아이즈 지방에서 굳건한 지지세를 자랑했지만 이번 선거에서는 자민당 후보로 나온 와타나베 아쓰시(성만 같을 뿐 혈연 관계는 없다)에게 7,000여 표 차이까지 추격을 허용했으며 아쓰시는 비례 부활에도 성공했다. 심지어 와타나베 고조의 선거 캠프에서 「공직선거법」 위반 혐의로 6명이 체포되어 모두 벌금형을 선고받았다.

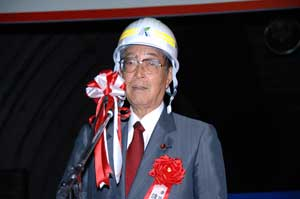
가시터널 개통식에 참여한 와타나베(2006년 8월).

2006년 2월에 호리에 메일 문제로 민주당 집행부가 총사퇴하자 국회대책위원장에 취임했다. 국대 정치에 정통한 간 나오토나 야마오카 겐지 등이 모두 고사하는 상황 속에서 간사장 하토야마 유키오가 간청하여 받아들인 것이었다. 중의원 부의장을 역임한 원로 정치인이 국대위원장을 하는 건 이례적인 일이라 자민당에서도 놀랐다고 한다.
취임하자마자 각종 텔레비전과 라디오에 출연해 9월에 예정된 민주당 대표 선거를 앞당기고 나가타 히사야스의 사직을 요구하는 발언을 하면서 하토야마는 이를 진화하느라 애를 썼다. 한편 호리에 메일 문제에 대해 TBS 텔레비전에 출연해 눈물을 흘리며 사과했다. 9월에 국대위원장에서 물러난 뒤 민주당 최고고문이 되었다.
2007년 참원선을 앞두고 민주당 대표 오자와 이치로가 야당이 과반수 획득에 실패한다면 정계를 은퇴하겠다고 표명하자 와타나베 역시 "야당이 자민·공명을 웃도는 의석을 얻지 못한다면 오자와 대표뿐 아니라 나도 관두겠다"라고 밝혔다. 결과적으로 민주당은 대승리를 거두었다.
같은 해 10월 3일에 자신의 정치 단체인 신시대 모임이 작성한 정치자금수지보고서에는 1993년부터 2004년까지 12년간 와타나베의 조카인 참의원 의원 사토 유헤이의 멘션을 사무소로 사용했다고 기재했으나 허위 사실이었음이 드러났다. 이러한 허위 사실을 총무성에 보고하면서 사무소 비용 약 9,900만 엔, 인건비와 수도광열비를 포함해서 1억 7,824만 엔을 상계했다. 또한 2000년에 모임의 대표가 사망했지만 계속 사망한 대표의 서명과 날인을 사용해 왔던 사실도 드러났다. 와타나베의 비서는 "실제 사무소는 의원회관이다. 보고서 내용과 부합하지 않는 부분이 있다면 그럴지도 모르겠다"라고 변명했다. 하지만 민주당 내에서 소장파 의원을 중심으로 불만의 목소리가 나오자 와타나베는 최고고문에서 물러났는데 다음 해 1월 8일 3개월 만에 최고고문에 복귀했다. 2009년 10월에 민주당 양원의원총회에서 최고고문 재임이 승인되었으며 간이 대표가 된 이후 다시 최고고문에 유임됐다.
원자력 발전에 적극적이었지만 2011년에 발생한 후쿠시마 제1 원자력 발전소 사고를 계기로 탈원전 정책을 추구하기 시작했다. 모리 요시로와의 대담에서 와타나베는 "안전 신화를 믿고 수도권에 에너지를 보내왔던 후쿠시마현민이 원전 사고로 엄청 고생하고 있다", "앞으로의 간접 피해를 생각하면 원자력 발전을 용서할 수 없다. 장래는 원자력 발전 제로로 나악야 한다"라고 말했다. 하지만 2011년 5월에 지하식 원자력 발전소 정책 추진 의원연맹이 발족하자 고문을 맡았다.
2012년 11월 15일에 고령을 이유로 차기 총선에 불출마하겠다고 표명했다. 후계자는 따로 지명하지 않은 채 그대로 정계를 은퇴했다. 은퇴 후에 민주당을 거쳐 국민민주당 후쿠시마현연합회 최고고문을 맡았다.
2020년 8월 23일 2시 8분에 후쿠시마현 아이즈와카마쓰시의 한 병원에서 사망했다. 향년 88세. 사후에 정3위에 추서됐다.

## 역대 선거 기록
|  | 0% |

|  | 0% |

|  | 11.5% |

|  | 13.5% |

|  | 13.3% |

|  | 17.4% |

|  | 17.3% |

|  | 21.1% |

|  | 24.1% |

|  | 17.4% |

|  | 22.4% |

|  | 48.73% |

|  | 50.7% |

|  | 52.26% |

|  | 48.48% |

|  | 49.4% |

## 같이 보기
- 한일의원연맹
- 다케시타파 7봉행